# Braquo
Braquo è una serie televisiva francese di genere poliziesco creata da Olivier Marchal e prodotta per Capa Drama con la partecipazione di Canal+ in coproduzione con Marathon Group, Be-Films e RTBF. È andata in onda per la prima volta in Francia su Canal+ dal 12 ottobre al 2 novembre 2009.
Durante le quattro stagioni (dal 2009 al 2016) diversi registi, compreso lo stesso Olivier Marchal, hanno lavorato alla realizzazione della serie firmando la regia di quattro o più episodi ciascuno.
La prima stagione ha stabilito il record d'ascolto per una produzione originale del network ed ha superato quello di varie serie statunitensi trasmesse dalla stessa emittente. La seconda stagione ha iniziato ad essere trasmessa su Canal+ a partire dal 21 novembre 2011.
In Italia è trasmessa dal maggio 2011 sul canale a pagamento FX mentre dalla seconda stagione da Fox Crime e nel novembre dello stesso anno in chiaro da Rai 4.

## Trama
Quattro agenti del dipartimento di polizia Hauts-de-Seine di Parigi, Eddy Caplan, Walter Morlighem, Théo Wachevski e Roxane Delgado, vedono le loro vite sconvolte quando un loro collega, Max Rossi, si suicida in seguito a un incidente di cui è stato ingiustamente incolpato. Scelgono allora di attraversare la "linea gialla" , non esitando a violare la legge per raggiungere il loro scopo, ovvero lavare l'onore del loro amico Max.

## Episodi
| Stagione         | Episodi | Prima TV originale | Prima TV Italia |
| ---------------- | ------- | ------------------ | --------------- |
| Prima stagione   | 8       | 2009               | 2011            |
| Seconda stagione | 8       | 2011               | 2012            |
| Terza stagione   | 8       | 2014               | inedita         |
| Quarta stagione  | 8       | 2016               | inedita         |

### Prima stagione
| nº | Titolo originale      | Titolo italiano          | Prima TV Francia | Prima TV Italia  |
| -- | --------------------- | ------------------------ | ---------------- | ---------------- |
| 1  | Max                   | Il peso della vendetta   | 12 ottobre 2009  | 7 novembre 2011  |
| 2  | La ligne jaune        | Complici                 | 12 ottobre 2009  | 7 novembre 2011  |
| 3  | La tête dans le sac   | La testa sotto la sabbia | 19 ottobre 2009  | 14 novembre 2011 |
| 4  | L'autre rive          | Dall'altra parte         | 19 ottobre 2009  | 14 novembre 2011 |
| 5  | Loin derrière la nuit | Una lunga notte          | 26 ottobre 2009  | 27 novembre 2011 |
| 6  | Tarif de groupe       | Il prezzo da pagare      | 26 ottobre 2009  | 27 novembre 2011 |
| 7  | Tangente              | Braccato                 | 2 novembre 2009  | 28 novembre 2011 |
| 8  | Eddy                  | Mors tua                 | 2 novembre 2009  | 28 novembre 2011 |

### Seconda stagione
| nº | Titolo originale   | Titolo italiano   | Prima TV Francia | Prima TV Italia  |
| -- | ------------------ | ----------------- | ---------------- | ---------------- |
| 1  | Les damnés         | I dannati         | 21 novembre 2011 | 23 gennaio 2012  |
| 2  | Seuls contre tous  | Soli contro tutti | 21 novembre 2011 | 30 gennaio 2012  |
| 3  | Tous pour un       | Tutti per uno     | 28 novembre 2011 | 6 febbraio 2012  |
| 4  | Chèvres et chacals | Lupi e agnelli    | 28 novembre 2011 | 13 febbraio 2012 |
| 5  | Infiltré           | L'infiltrato      | 5 dicembre 2011  | 20 febbraio 2012 |
| 6  | Mère (&) patrie    | Madre e patria    | 5 dicembre 2011  | 27 febbraio 2012 |
| 7  | Au nom du pire     | A carte scoperte  | 12 dicembre 2011 | 5 marzo 2012     |
| 8  | 4 moins 1          | La resa dei conti | 12 dicembre 2011 | 12 marzo 2012    |